# Cornelis Richard Anton van Bommel

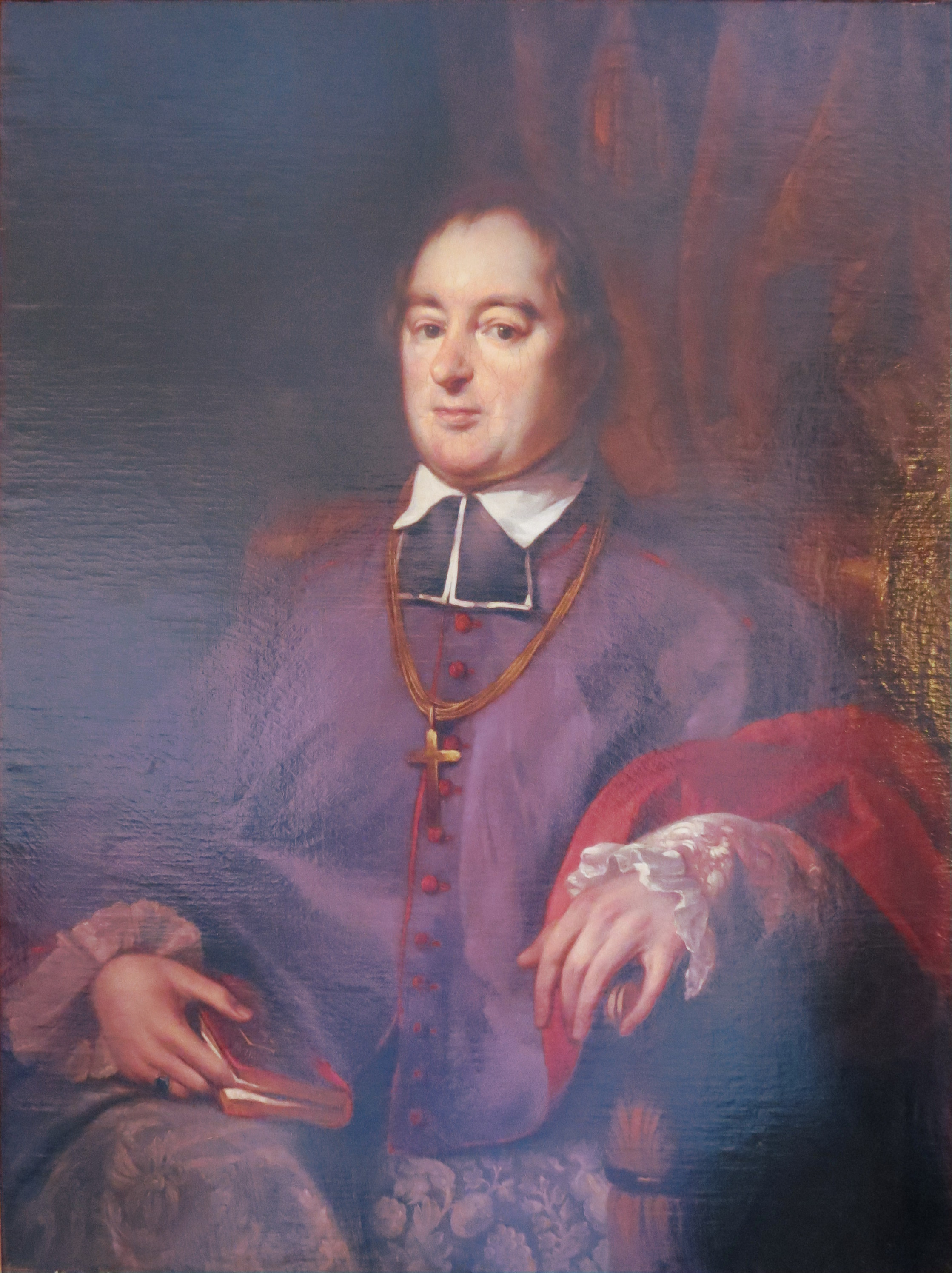
Bisschop Cornelis van Bommel

Cornelis Richard Anton van Bommel (Leiden, 5 april 1790 – Luik, 7 april 1852) was een Nederlands geestelijke en een bisschop van de Rooms-Katholieke Kerk, werkzaam in België. Hij was bisschop van het bisdom Luik van 1829 tot aan zijn dood in 1852.
Van Bommels jeugd werd getekend door de financiële problemen van zijn vader, een lakenhandelaar in Leiden. Hij werd op 8 juni 1816 priester gewijd in Münster, waar hij een Franse priesteropleiding had gevolgd. Terug in Nederland stichtte hij het kleinseminarie van Hageveld waar hij samen met studiegenoten uit Münster het onderwijs organiseerde. Hij kwam in contact met de zuidelijke provincies van de Verenigde Nederlanden door zijn protest tegen de door koning Willem I gestichte verplichte priesteropleiding Collegium Philosophicum in Leuven. De Mechelse aartsbisschop François de Méan de Beaurieux, de laatste prins-bisschop van Luik, was de grootste tegenstander van dit plan van de koning.
In uitvoering van het concordaat van 1827 tussen Willem I en de Rooms-Katholieke Kerk werd Van Bommel op 18 mei 1829 tot Luiks bisschop benoemd; zijn bisschopswijding vond plaats op 15 november 1829 door de bisschop van Namen, Nicolas-Alexis Ondernard. Van Bommel werd de 84e bisschop van Luik en de tweede bisschop sinds de heroprichting in 1801 van het bisdom Luik na opheffing van het gelijknamige prinsbisdom.
Hij maakte als bisschop het laatste jaar mee van het Verenigd Koninkrijk der Nederlanden en de Belgische Revolutie van 1830. Met de Belgische onafhankelijkheid werd in 1840 het apostolisch vicariaat Limburg in de Nederlandse provincie Limburg afgesplitst en reduceerde het gebied van het bisdom Luik tot de Belgische provincies Luik en Limburg.
Van Bommel hield zich in het Luikse bezig met het katholiek onderwijs en de oprichting van katholieke scholen in het jonge België., op basis van zijn ervaring opgedaan in Hageveld. Na zijn overlijden in 1852 werd van Bommel als bisschop van Luik opgevolgd door Théodore Alexis Joseph de Montpellier